# Skene! Records
Skene! Records est un label indépendant américain de punk rock, anciennement basé à Minneapolis, actif entre 1988 et 1996.

## Histoire
Le label est fondé en 1988 dans le Connecticut par Jeff Spiegel, et est plus tard basé à Minneapolis, dans le Minnesota. L'un des premiers albums sortis au label est Better Yet Connecticut Hardcore, avec des groupes tels que Bug Gulp, Fallback, Freedom of Choice, Forced Reality et Scooter X. Spiegel promeut des spectacles punk locaux dans le centre du Connecticut. Il conçoit The Greatest Show that Never Happened, présenté au New Britain VFW hall et mettant en vedette des groupes tels que Big Gulp, Freedom of Choice et Fallback. Peu de temps après le début du spectacle, pendant la prestation de Fallback, une bagarre éclate et le spectacle est arrêté de force par la police.
Le label sort ensuite des disques de groupes tels que Green Day, Trenchmouth, Shades Apart, Slap of Reality, Bob Evans, Lifter Puller, Actionslacks, Jawbreaker, Crimpshrine, et Walt Mink.
Le label existe au moins jusqu'en 1996 et est mentionné par Matt Diehl dans My So-Called Punk (St Martin's Press, 2007) en termes de relation entre le punk avec une éthique DIY et le « néo-punk » contemporain impliqué dans le Vans Warped Tour et les grands labels de punk rock comme Epitaph.